# Chieko Naniwa
Chieko Naniwa (浪花千栄子, Naniwa Chieko) est une actrice japonaise, née le 19 novembre 1907 à Tondabayashi dans la préfecture d'Osaka et morte le 22 décembre 1973.

## Biographie
Chieko Naniwa a tourné dans près de 150 films entre 1926 et 1972.

### Vie privée
Elle s'est mariée à l'acteur japonais Tengai Shibuya.

## Filmographie partielle

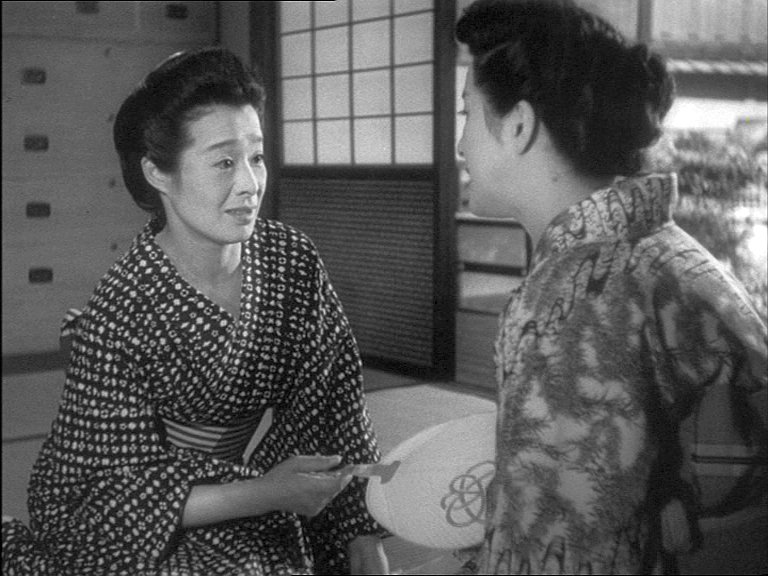
Chieko Naniwa et Michiyo Kogure dans Les Musiciens de Gion (1953).

### Les années 1920
- 1926 : Hanakawado sukeroku (花川戸助六?) de Shiroku Nagao
- 1927 : Katakiuchi jidai (敵討時代?) de Shiroku Nagao
- 1927 : Hama no wakamono (浜の若者?)
- 1927 : Jiraiya (児雷也?)
- 1928 : Yaji Kita kaki dorobō (弥次喜多柿泥棒?)
- 1928 : Ā gotō hikōshi (噫後藤飛行士?)
- 1928 : Ikusa kan mikasa (戦鑑三笠?)
- 1928 : Bokō ni kagayaku (母校に輝く?) de Ritsu Kusuyama

### Les années 1950
- 1952 : Taki no shiraito (滝の白糸?) d'Akira Nobuchi
- 1952 : Violence (暴力, Boryoku?) de Kōzaburō Yoshimura
- 1952 : Achako seishun techō: Tōkyō hen (アチャコ青春手帖 東京篇?) de Hiromasa Nomura
- 1952 : Mangetsu sanjū gokusen (満月三十石船?) de Santarō Marune (ja)
- 1952 : Achako seishun techō: Ōsaka hen (アチャコ青春手帖 大阪篇?) de Hiromasa Nomura
- 1953 : Les Musiciens de Gion (祇園囃子, Gion bayashi?) de Kenji Mizoguchi : Okimi
- 1953 : Edo no hanamichi (江戸の花道?) de Nobuo Nakagawa
- 1953 : Kaidan saga yashiki (怪談佐賀屋敷?) de Ryōhei Arai
- 1954 : Le Jardin des femmes (女の園, Onna no sono?) de Keisuke Kinoshita : propriétaire du restaurant
- 1954 : L'Intendant Sansho (山椒大夫, Sanshō dayū?) de Kenji Mizoguchi : Ubatake
- 1954 : Yoidore nitōryū (酔いどれ二刀流?) de Kazuo Mori
- 1954 : L'Épée brillante (花の長脇差, Hana no nagadosu?) de Teinosuke Kinugasa : Hagino
- 1954 : Une femme dont on parle (噂の女, Uwasa no onna?) de Kenji Mizoguchi : Osaki
- 1954 : Kaibyō Okazaki sōdō (怪猫岡崎騒動?) de Bin Katō (ja)
- 1954 : Yome to yobarete mada mitsuki (嫁とよばれてまだ三月?) de Shin Amano
- 1954 : Vingt-quatre prunelles (二十四の瞳, Nijūshi no hitomi?) de Keisuke Kinoshita
- 1954 : Henge daimyō (変化大名?) de Yasushi Sasaki
- 1954 : Zoku Henge daimyō (続変化大名?) de Yasushi Sasaki
- 1954 : Les Amants crucifiés (近松物語, Chikamatsu monogatari?) de Kenji Mizoguchi : Okō
- 1954 : Ukare gitsune senbon zakura (浮かれ狐千本桜?) de Torajirō Saitō
- 1955 : Hatsukoi warutsu (初恋ワルツ?) de Kenta Kimoto (ja)
- 1955 : Maiko sanjūshi (舞妓三銃士?) de Shin Amano
- 1955 : Le Blé vert (麦笛, Mugibue?) de Shirō Toyoda
- 1955 : Otōsan wa ohitoyoshi (お父さんはお人好し?) de Torajirō Saitō : Ochie
- 1955 : La Relation matrimoniale (夫婦善哉, Meoto zenzai?) de Shirō Toyoda
- 1955 : Yagate aozora (やがて青空?) de Motoyoshi Oda : Yasu
- 1955 : Funaba no musume yori: Wasureji no hito (船場の娘より 忘れじの人?) de Toshio Sugie
- 1955 : So Young, So Bright (ジャンケン娘, Janken musume?) de Toshio Sugie
- 1955 : Kaette kita yūrei (帰って来た幽霊?) de Torajirō Saitō
- 1956 : Hanayome kaigi (花嫁会議?) de Nobuo Aoyagi
- 1956 : Rangiku monogatari (乱菊物語?) de Senkichi Taniguchi
- 1956 : Pourquoi sont-elles devenues ainsi ? (何故彼女等はそうなったか, Naze kanojora wa sō natta ka?) de Hiroshi Shimizu
- 1956 : Otōsan wa ohitoyoshi: Kakushigo sōdō (お父さんはお人好し かくし子騒動?) de Torajirō Saitō
- 1956 : Otōsan wa ohitoyoshi: Sanji museigen (お父さんはお人好し 産児無制限?) de Torajirō Saitō
- 1956 : Ninjutsu musha shugyō (忍術武者修業?) de Kimiyoshi Yasuda
- 1956 : L'Idiot sentimental (人情馬鹿, Ninjō baka?) de Hiroshi Shimizu
- 1956 : Conte des chrysanthèmes tardifs (残菊物語, Zangiku monogatari?) de Kōji Shima : Omoto
- 1956 : Otōsan wa ohitoyoshi: Yūtō rakudaisei (お父さんはお人好し 優等落第生?) de Torajirō Saitō
- 1956 : Koi sugata kitsune goten (恋すがた狐御殿?) de Nobuo Nakagawa : Okon
- 1956 : Otōsan wa ohitoyoshi: Mayoigo hiroi ko (お父さんはお人好し 迷い子拾い子?) de Torajirō Saitō
- 1956 : Ninjutsu senshuken shiai (忍術選手権試合?) de Kimiyoshi Yasuda
- 1956 : Kaidan Chidorigafuchi (怪談千鳥ケ淵?) d'Eiichi Koishi (ja)
- 1956 : Koisuredo koisuredo monogatari (恋すれど恋すれど物語?) de Torajirō Saitō
- 1956 : Achako no kodakara jingi (アチャコの子宝仁義?) de Teruo Hagiyama
- 1956 : Jōshū to tomo ni (女囚と共に?) de Seiji Hisamatsu : Mitsuko Kaneoka
- 1956 : Le Chat, Shozo et ses deux maitresses (猫と庄造と二人のをんな, Neko to Shozo to futari no onna?) de Shirō Toyoda : Orin Oyama, la mère de Shozo
- 1956 : Le Chant de la brume (霧の音, Kiri no oto?) de Hiroshi Shimizu : Osumi
- 1956 : Yonimo omoshiroi otoko no isshō : Katsura Harudanji (世にも面白い男の一生 桂春団治?) de Keigo Kimura
- 1956 : Haha shirayuki (母白雪?) de Kimiyoshi Yasuda
- 1957 : Le Château de l'araignée (蜘蛛巣城, Kumonosu jo?) d'Akira Kurosawa : la sorcière
- 1957 : Une histoire d'Osaka (大阪物語, Osaka Monogatari?) de Kōzaburō Yoshimura : Ofude, la femme de Jinbei Omiya
- 1957 : Pays de neige (雪国, Yukiguni?) de Shirō Toyoda : servante de l'auberge
- 1957 : Les Hommes de Tohoku (東北の神武たち, Tōhoku no zunmu-tachi?) de Kon Ichikawa : Oei
- 1957 : Le Calme du soir (夕凪, Yūnagi?) de Shirō Toyoda : Okura
- 1957 : Kottaisan yori: Nyotai wa kanashiku (太夫さんより 女体は哀しく?) de Hiroshi Inagaki : Ohatsu
- 1957 : Le Roman de Genji - Ukifune (源氏物語 浮舟, Ukifune?) de Teinosuke Kinugasa : Urakaze
- 1957 : Nanbanji no semushi otoko (南蛮寺の佝楼男?) de Torajirō Saitō
- 1958 : Yūrakuchō de aimashō (有楽町で逢いましょう?) de Kōji Shima : Yone
- 1958 : Aijō no miyako (愛情の都?) de Toshio Sugie : Umeko Yoshii
- 1958 : Akasen no hi wa kiezu (赤線の灯は消えず?) de Shigeo Tanaka : Oshimo
- 1958 : Fleurs d'équinoxe (彼岸花, Higanbana?) de Yasujirō Ozu : Hatsu Sasaki, la mère de Yukiko
- 1958 : Mimizuku (みみずく説法?) de Seiji Hisamatsu
- 1958 : Le Vrai Visage de la nuit (夜の素顔, Yoru no sugao?) de Kōzaburō Yoshimura : Kinue
- 1959 : Gurama-tō no yūwaku (グラマ島の誘惑?) de Yūzō Kawashima : Shige Sasaki
- 1959 : Tetsuwan tōshu Inao monogatari (鉄腕投手 稲尾物語?) d'Ishirō Honda : Kameno Inao
- 1959 : Une histoire d'amour de Naniwa (浪花の恋の物語, Naniwa no koi no monogatari?) de Tomu Uchida : Oen
- 1959 : Un mauvais garçon à Edo (江戸の悪太郎, Edo no akutaro?) de Masahiro Makino : Okan
- 1959 : Chambre à louer (貸間あり, Kashima ari?) de Yūzō Kawashima

### Les années 1960
- 1960 : Shin santō jūyaku: Ataru mo hakke no maki (新・三等重役 当るも八卦の巻?) de Toshio Sugie : Tsuruko Miyaguchi
- 1960 : Shinran (親鸞?) de Tomotaka Tasaka : vieille femme
- 1961 : La Légende de Musashi Miyamoto (宮本武蔵, Miyamoto Musashi?) de Tomu Uchida : Osugi
- 1961 : Dernier Caprice (小早川家の秋, Kohayagawake no aki?) de Yasujirō Ozu : Sasaki Tsune
- 1961 : Kyōgeshō (京化粧?) de Hideo Ōba
- 1961 : La Nuit des femmes (女ばかりの夜, Onna bakari no yoru?) de Kinuyo Tanaka : Kameju
- 1962 : Liens de sang ou Ma mère dans mes paupières (瞼の母, Mabuta no haha?) de Tai Katō : Obah
- 1962 : L'Amour de l'année (今年の恋, Kotoshi no koi?) de Keisuke Kinoshita : Oko Aikawa
- 1962 : Tant qu'il y a demain (明日ある限り, Ashita aru kagiri?) de Shirō Toyoda
- 1962 : Le Corps (裸体, Ratai?) de Masashige Narusawa : Naka
- 1962 : Les Moines lanciers du temple Hozoin (宮本武蔵 般若坂の決斗, Miyamoto Musashi: Hannyazaka no kettō?) de Tomu Uchida : Osugi
- 1963 : Kyoto (古都, Koto?) de Noboru Nakamura : tenancière d'une maison de geisha
- 1963 : Madame Aki (憂愁平野, Yushu heiya?) de Shirō Toyoda
- 1963 : La Famille matrilinéaire (女系家族, Nyokei kazoku?) de Kenji Misumi : Yoshiko
- 1963 : La Danseuse d'Izu (伊豆の踊子, Izu no odoriko?) de Katsumi Nishikawa
- 1963 : À deux sabres (宮本武蔵 二刀流開眼, Miyamoto Musashi: Nitōryū kaigen?) de Tomu Uchida : Osugi
- 1963 : 18 jeunes gens à l'appel de l'orage (嵐を呼ぶ十八人, Arashi wo yobu jūhachinin?) de Yoshishige Yoshida
- 1964 : Seul contre tous à Ichijoji (宮本武蔵 一乗寺の決斗, Miyamoto Musashi: Ichijōji no kettō?) de Tomu Uchida : Osugi
- 1964 : Zūzūshii yatsu (図々しい奴?) de Masaharu Segawa : Taka
- 1964 : Zoku zūzūshii yatsu (続・図々しい奴?) de Masaharu Segawa : Taka
- 1965 : L'Ombre des vagues (波影, Nami kage?) de Shirō Toyoda : Outa
- 1965 : Pays de neige (雪国, Yukiguni?) de Hideo Ōba : masseuse
- 1965 : Duel de l'aube (宮本武蔵 巌流島の決斗, Miyamoto Musashi: Ganryū-jima no kettō?) de Tomu Uchida : Osugi
- 1967 : La Femme du docteur Hanaoka (華岡青洲の妻, Hanaoka Seishū no tsuma?) de Yasuzō Masumura : Tami, la nourrice de Kaé
- 1967 : Zoku ō-oku maruhi monogatari (続大奥（秘）物語?) de Sadao Nakajima
- 1968 : Sanbiki no akutō (三匹の悪党?) de Akinori Matsuo
- 1968 : Onna tobakushi midaretsubo (女賭博師みだれ壺?) de Shigeo Tanaka

### Les années 1970
- 1972 : Bokyo Komori-uta (望郷子守唄?) de Shigehiro Ozawa

## Distinctions

### Récompenses
- 1954 : prix Blue Ribbon du meilleur second rôle féminin dans Les Musiciens de Gion[2]
- Récipiendaire de l'ordre du Trésor sacré